# Kamiel Berghmans
Kamiel Aloïs Jozef Berghmans (Balen, 24 juli 1905 - Mol, 26 april 1970) was een Belgisch politicus voor de CVP.

## Levensloop
Berghmans was de zoon van Petrus Berghmans en Theresia Mandonoc. Hijzelf trouwde op 30 december 1930.
Hij doorliep de oude humaniora aan het Sint-Aloysiuscollege in Geel en werd vervolgens regent Germaanse filologie aan de Katholieke Regentenschool in Antwerpen (1927). Vervolgens werd hij leraar aan het Onze-Lieve-Vrouwecollege in Antwerpen (1927-1930), studiemeester aan de Rijksmiddelbare school in Turnhout (1930) en vervolgens leraar aan de Vrije Vakschool in Mol.
Hij was actief in de christelijke arbeidersbeweging, werd lid van de Christelijke Mutualiteit en van de Christelijke Centrale voor het Technisch Onderwijs. Zo werd hij:
- 1942-1947: voorzitter KWB-Mol;
- 1948: arrondissementeel voorzitter van het ACW-Turnhout;
- 1949-: gewestelijk voorzitter CM-Mol;
- 1944-: plaatselijk voorzitter ACW-Mol;
- 1946-: plaatselijk voorzitter CVP-Mol;
- 1947-: lid arrondissementeel hoofdbestuur CVP.

Van 1947 tot 1964 was hij gemeenteraadslid en schepen van onderwijs van Mol.
Van 26 juni 1949 tot in 1968 werd hij verkozen tot volksvertegenwoordiger voor het arrondissement Turnhout.